# 酉
酉（注音：一ㄡˇ；漢語拼音：yǒu）為地支的第十位，其前為申、其後為戌。酉月从白露（公历9月8±1日）当日开始到寒露（公历10月8±1日）前一天为止，大致為農曆八月，酉時為二十四小時制的17:00至19:00，在方向上指正西方。五行裡酉代表金，陰陽學說裡酉為陰。
酉有縮小之意。也指植物的果實成熟達到了極限的狀態。在後世，人們為了便於記憶，因此將每一地支順序對應每一生肖，所以酉與十二生肖的雞搭配，在二十八宿的對應是昴宿（昴日鸡）。
又作英語unitary的音譯，如酉群、酉矩陣等。

## 含酉的干支
- 癸酉
- 乙酉
- 丁酉
- 己酉
- 辛酉